# Áta
Áta is een plaats (község) en gemeente in het Hongaarse comitaat Baranya. Áta telt 230 inwoners (2001).